# 新塞利夫卡 (庫皮揚斯克區)
50°6′4″N 37°21′11″E / 50.10111°N 37.35306°E
新塞利夫卡（烏克蘭語：Новоселівка）是位於烏克蘭東部的村莊，由哈爾科夫州庫皮揚斯克區的大布尔卢克市镇負責管轄。該村始建於1750年，面積0.35平方公里，海拔高度160米，2001年人口58，人口密度每平方公里163.8人。
2020年7月17日，该村成为哈尔科夫州庫皮揚斯克區的一部分。